# إدارة الموارد البشرية الخضراء
إدارة الموارد البشرية الخضراء (إدارة الموارد البشرية الخضراء أو إدارة حقوق الإنسان) ظهرت كمفهوم أكاديمي من نقاش التنمية المستدامة والاستدامة للشركات. غالبًا ما يُذكر "ويرماير (1996)" على أنه وضع الأساس لفكرته القائلة بأنه "إذا كانت الشركة ستتبنى نهجًا واعيًا بالبيئة في أنشطتها، فإن الموظفين هم مفتاح نجاحها أو فشلها".
يشير أحد التعريفات الأكثر شيوعًا إلى إدارة الموارد البشرية على أنها "جوانب إدارة الموارد البشرية في الإدارة البيئية". ويعتبر التعريف الأوسع لإدارة الموارد البشرية بمثابة "ظواهر ذات صلة بفهم العلاقات بين الأنشطة التنظيمية التي تؤثر على البيئة الطبيعية وتصميم أنظمة إدارة الموارد البشرية وتطورها وتنفيذها وتأثيرها".
تتضمن بعض أهداف إدارة حقوق الإنسان تنبيه الموظفين إلى القضايا البيئية العالمية من خلال بدء خطط الاقتراحات، وتدريب الموظفين على الأعمال الأكثر مراعاة للبيئة، وتشجيع الموظفين على الانضمام إلى المبادرات المستدامة وإيجادها.
في مايو 2011، نشرت المجلة الألمانية لإدارة الموارد البشرية عددًا خاصًا حول إدارة الموارد البشرية (إدارة حقوق الإنسان)، والذي يضم خمس مساهمات.

## أعمال إدارة حقوق الإنسان
غالبًا ما تتعامل الأبحاث في إدارة حقوق الإنسان مع أعمال إدارة حقوق الإنسان الملموسة والمرتبطة بالوظائف الأساسية لإدارة الموارد البشرية، في مراجعة الأدبيات الخاصة بهم، "رينويك وآخرون"(2016). حيث يلخص التوظيف والاختيار والتدريب والتطوير والتطوير الإداري والقيادة كأعمال تطوير القدرات في الإدارة البيئية. ولتحفيز الموظفين على التصرف بشكل صديق للبيئة فإنهم يقترحون إدارة الأداء والتقييم والأجور والمكافآت والثقافة التنظيمية. كما ويذكر أيضًا علاقات العمل وإشراك الموظفين كطرق لتسهيل فرص الإدارة البيئية.
تشير الدراسات إلى أن عمل إدارة حقوق الإنسان مرتبط بتعزيز سلوك الأفراد المؤيد للبيئة وتحسين الأداء البيئي للمنظمات.